# Jack Twyman
John Kennedy « Jack » Twyman (né le 11 mai 1934 à Pittsburgh, Pennsylvanie et mort le 30 mai 2012 à Cincinnati, Ohio) est un joueur professionnel de basket-ball.

## Biographie
Arrière issu de l'université de Cincinnati, il passa onze saisons (de 1955 à 1966) en NBA en tant que membre des Royals de Rochester, puis de Cincinnati. Avec Wilt Chamberlain, Twyman est devenu le premier joueur NBA à inscrire plus de 30 points de moyenne par match lors d'une saison avec 31,2 points par match lors de la saison 1959-1960, Chamberlain le devançant avec une moyenne de 37,6 points. Il inscrivit 15 840 points dans sa carrière, fut nommé dans la All-NBA Second Team en 1960 et 1962 et fit six apparitions au NBA All-Star Game.
Twyman est aussi connu pour ses engagements humanistes. Il est devenu le tuteur légal de son coéquipier Maurice Stokes, qui était devenu paralysé à cause d'une blessure à la tête intervenue lors de la dernière rencontre de la saison 1958, en l'aidant à financer ses soins médicaux. Twyman organisa également le NBA's Maurice Stokes Memorial Basketball game, qui s'était tenu au Kutsher's Country Club à Monticello, New York, afin de récolter des fonds pour aider d'anciens joueurs en difficulté - d'abord pour prendre soin de Stokes et après sa mort, pour d'autres joueurs. La collecte de fonds se fait ensuite lors d'un tournoi de golf auquel participent des joueurs NBA, ce tournoi remplaçant le match de basket-ball. En mémoire de la relation entre les deux hommes, la NBA créa en 2013 le Twyman-Stokes Teammate of the Year Award, trophée récompensant le meilleur coéquipier de la ligue.
À la fin des années 1960 et au début des années 1970, Twyman est devenu consultant pour l'émission The NBA on ABC.
Twyman fut intronisé au Basketball Hall of Fame en 1983.
Il meurt à la suite de complications liées à une forme rare de cancer du sang,.